# Конференция по автоматизированному проектированию
Конференция по автоматизированному проектированию (англ. Design Automation Conference, DAC) — ежегодная научно-практическая выставка-конференция, старейшая и крупнейшая по вопросам автоматизированного проектирования электроники. Последние несколько лет[уточнить] конференция попеременно проходит в Сан-Диего, Анахайме и Сан-Франциско, обычно в июне.
Организуется и финансируется группой SIGDA Ассоциации вычислительной техники, тематическими группами IEEE, а также рядом фирм-производителей САПР.

## История
Конференция зародилась как семинар по автоматизированному проектированию в 1964 году. С тех пор конференция проводится ежегодно. Вплоть до середины 1970-х имела секции по всем видам автоматизации проектирования, в том числе по механике и архитектуре. Впоследствии были оставлены только секции, связанные с проектированием электроники. С середины 1970-х стала не только технической конференцией, но и выставкой, что стало следствием просьбы нескольких компаний о выделении места для представления своей продукции. В течение нескольких последующих лет выставочная часть конференции стала основной. Благодаря наличию выставки в 2005 году конференцию посетило около 5,5 тыс. человек, что в 10 раз больше числа посетителей конференции по автоматизированному проектированию ICCAD, не предоставляющей места для выставки.

## Конференции со схожей тематикой
- International Conference on Computer-Aided Design (ICCAD) — международная конференция по автоматизированному проектированию.
- Design Automation and Test in Europe (DATE) — конференция по автоматизации проектирования и тестирования в Европе.
- Asia and South Pacific Design Automation Conference (ASPDAC) — азиатская и южно-тихоокенская конференция по автоматизированию.
- International Symposium on Quality Electronic Design (ISQED) — международный симпозиум по качественному проектированию электроники.